# Živanické jezero
Živanické jezero je jedním z mrtvých ramen řeky Labe vzniklých při regulaci Labe v dvacátých letech 20. století. Nalézá se asi 1 km jižně od obce Živanice v okrese Pardubice. V roce 2017 je již hodně zazemněné a zarůstající rákosím. Hojně se zde vyskytují nutrie a kachny divoké.

## Galerie

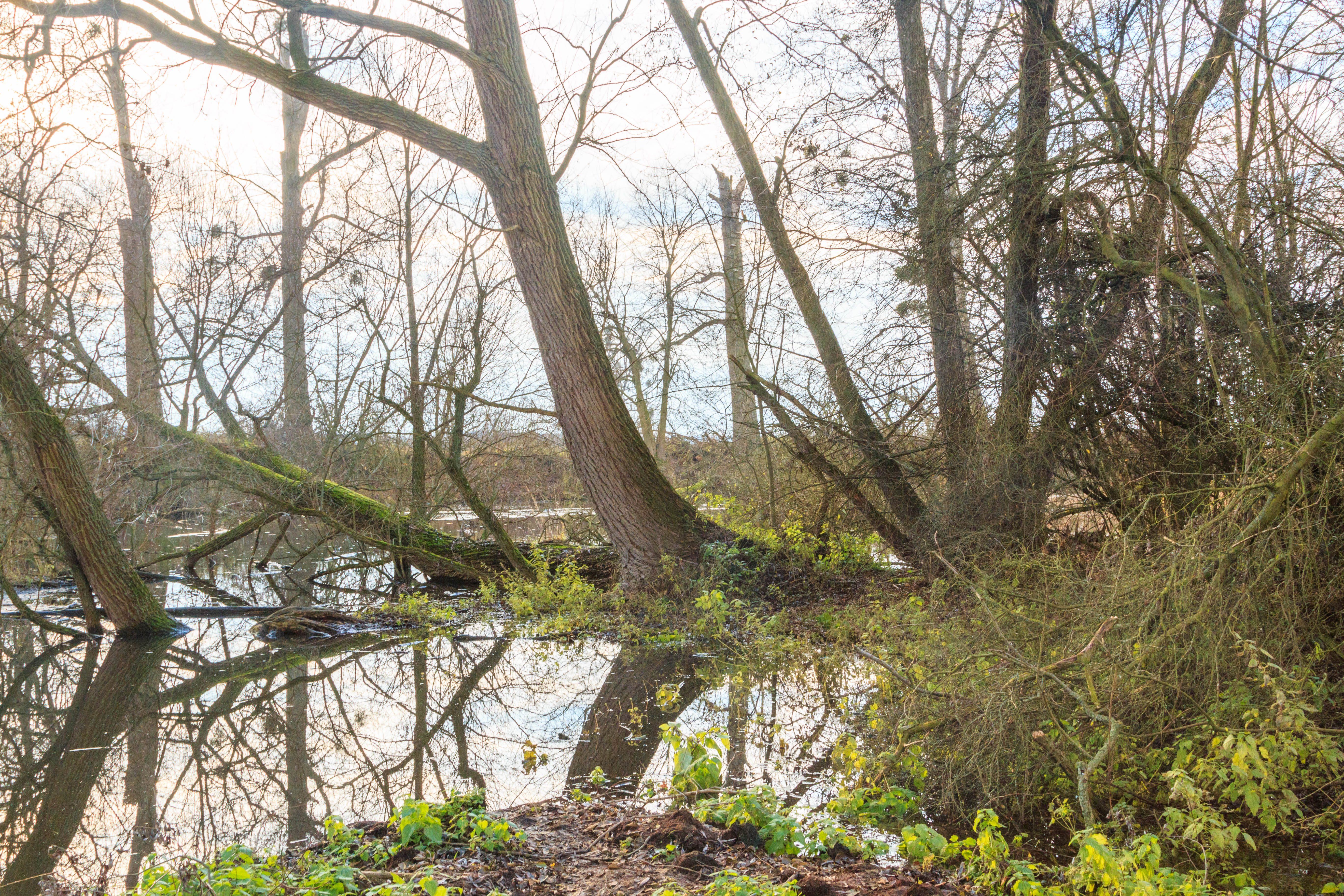
Živanické jezero
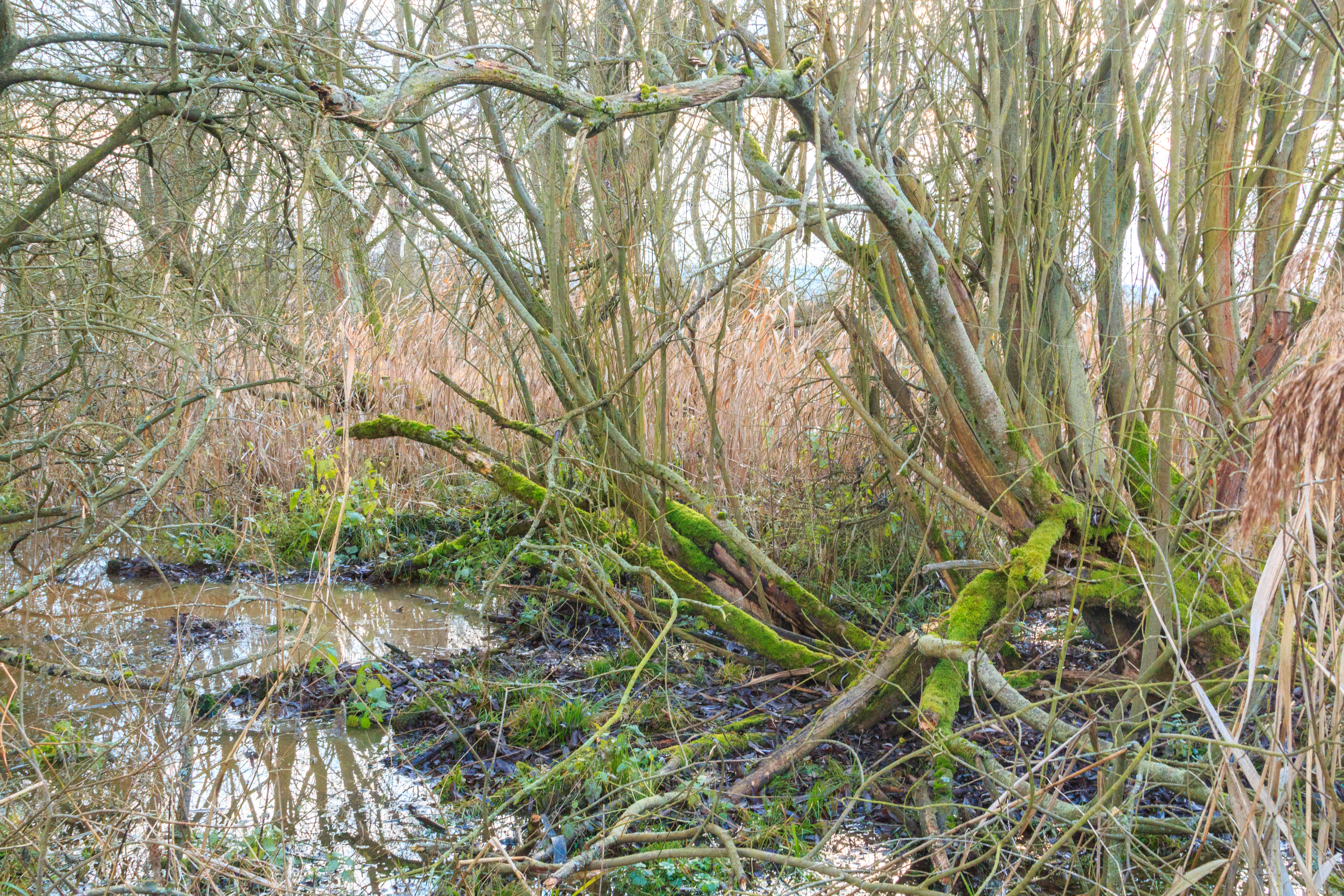
Živanické jezero
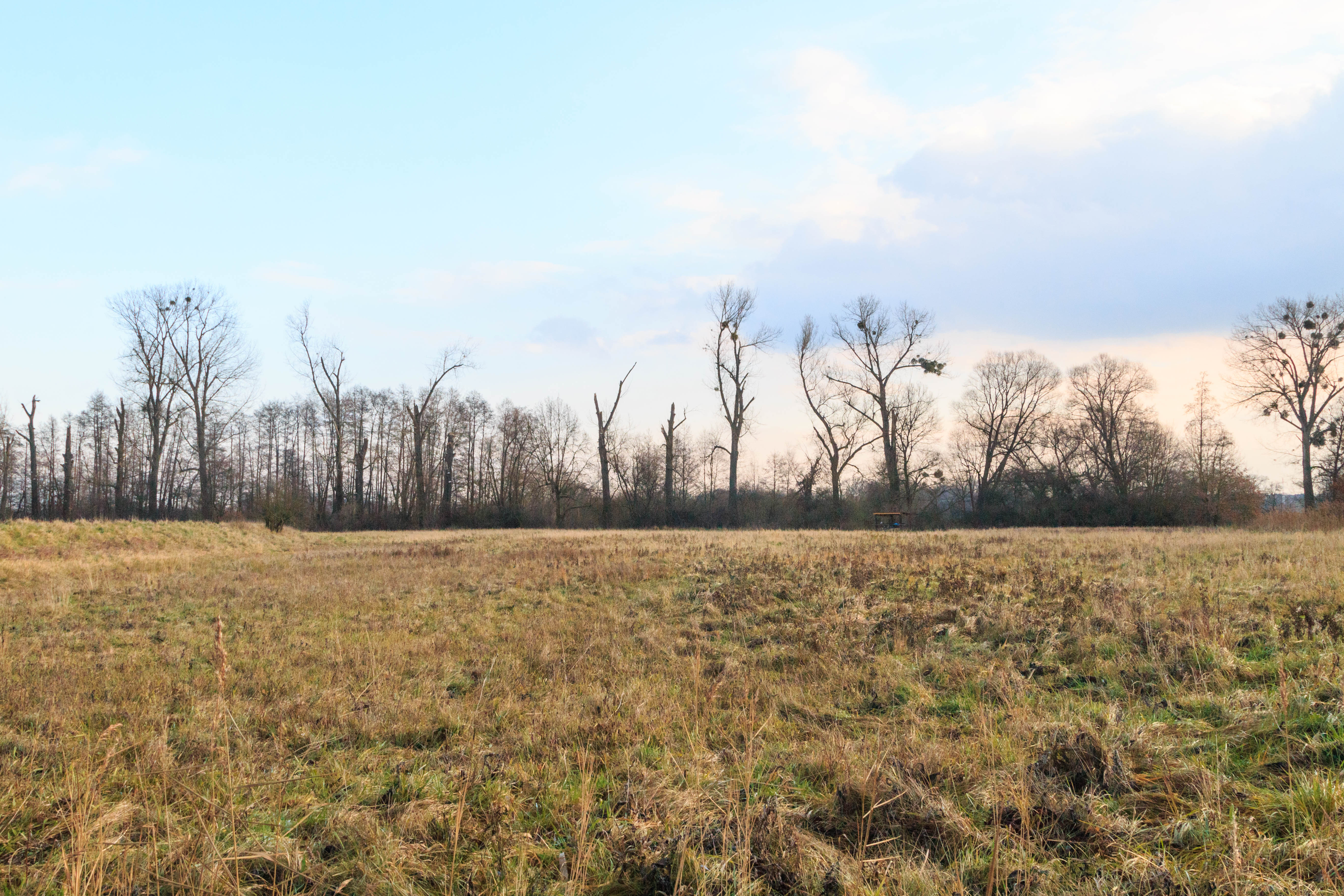
Živanické jezero
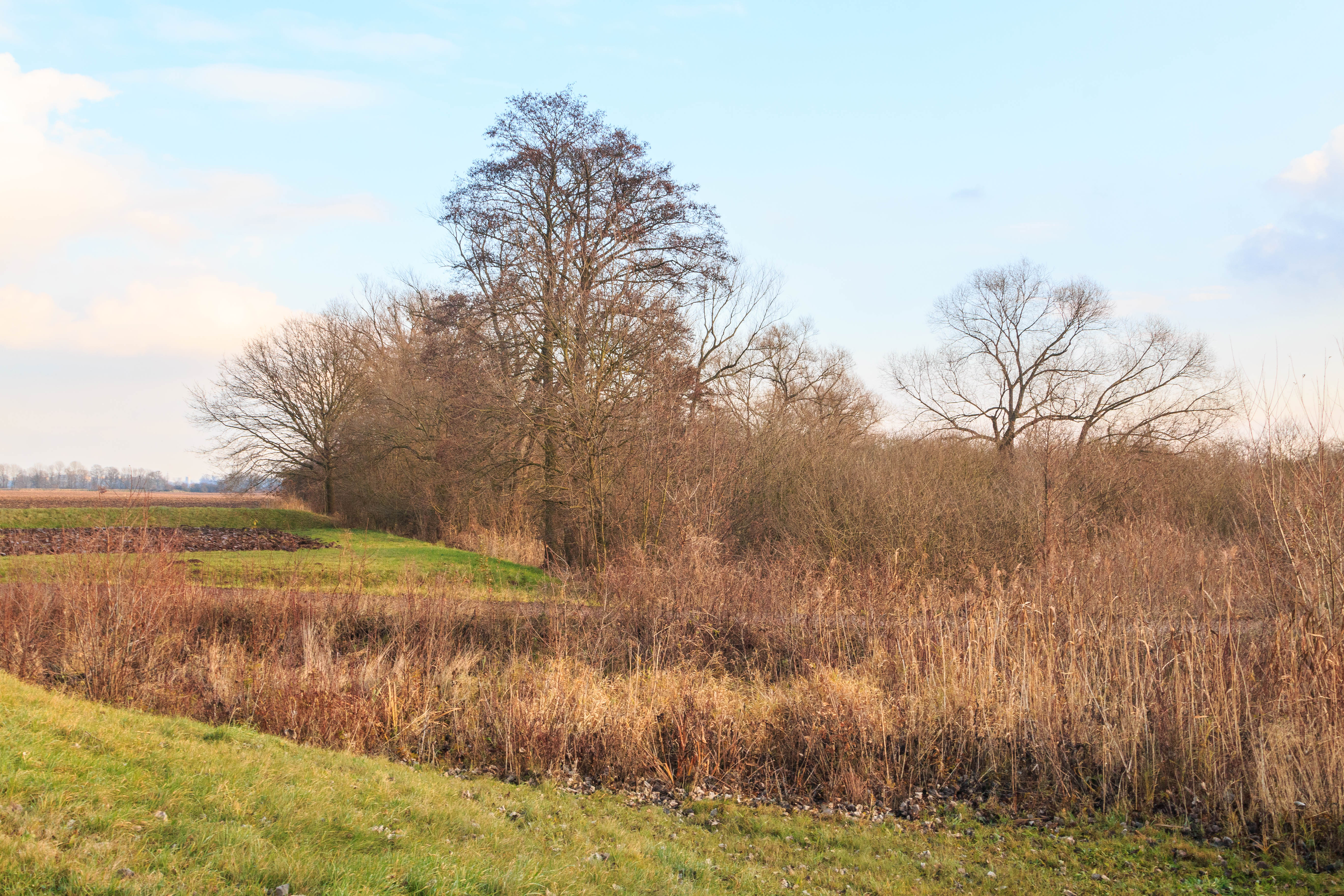
Živanické jezero